# Eino Waronen

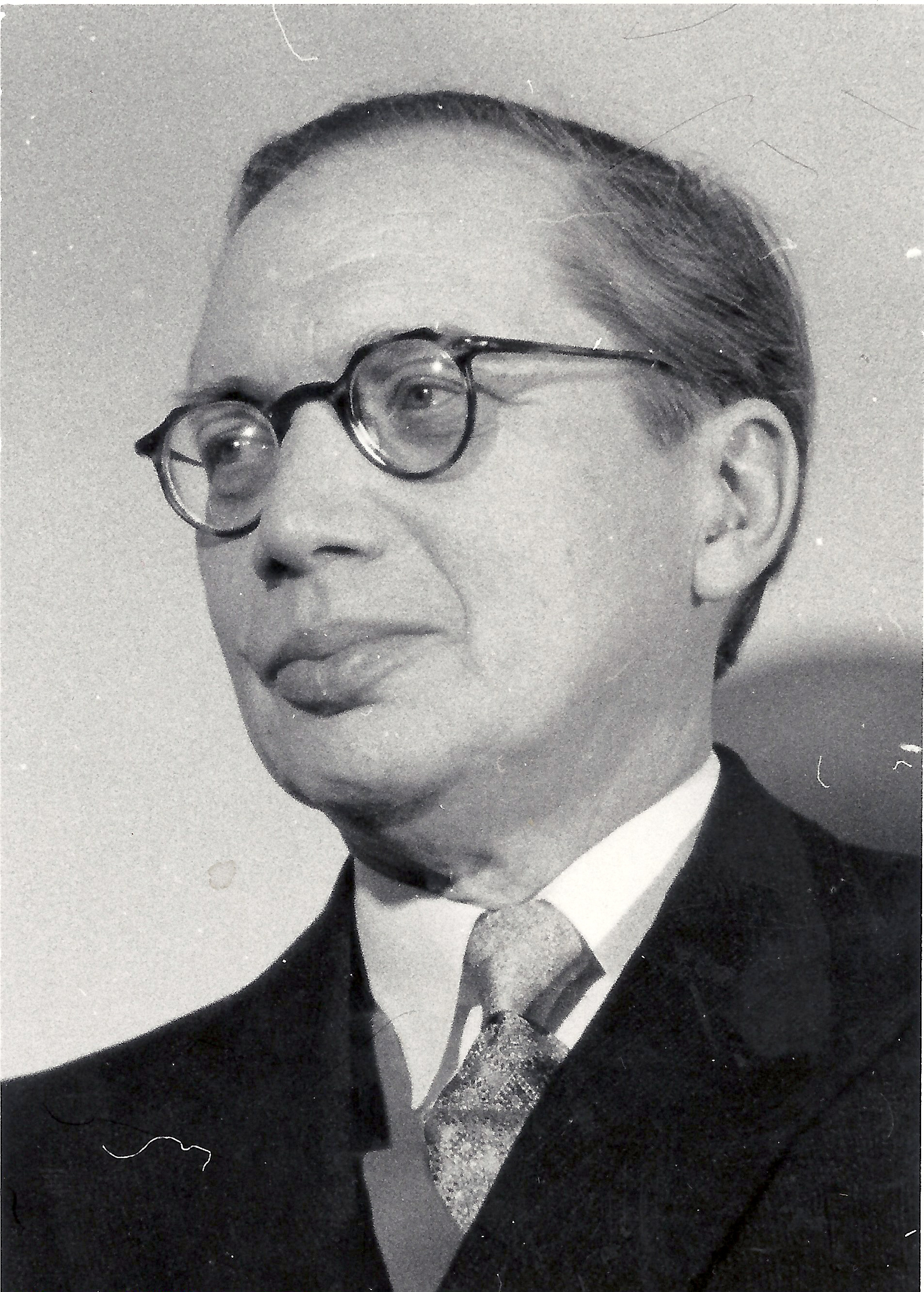
Eino Waronen.

Eino Johannes Waronen, född 24 augusti 1896 i Kaporje i Ingermanland, död 6 december 1978 i Helsingfors, var en finländsk stadsdirektör.
Waronen, som var son till prosten Juho Waronen och Jenny Emilia Böök, blev student 1914, filosofie kandidat 1917 och filosofie magister 1919. Han var amanuens vid studentkårens bibliotek 1915–1917, aktuarie vid Helsingfors stads statistiska kontor 1917–1919, sekreterare vid Finlands stadsförbund 1919–1942, stadssekreterare i Helsingfors 1942–1954, drätseldirektör 1955–1963 och tilldelades stadsdirektörs titel 1964.
Waronen var sekreterare i kommunernas tjänstemannaförbund 1920–1942, i Kommunernas tekniska förening 1926–1927, i Finlands hamnförbund 1923–1948, i stadsförbundets finansråd 1930–1942, lärare i kommunalpolitik vid Samhälleliga högskolan 1944–1950, tillförordnad professor 1950–1952 och tillförordnad biträdande professor i kommunal ekonomi 1963–1965.
Waronen var ordförande i styrelsen för föreningen Finlands stads- och köpingssekreterare 1943–1955, i förvaltningsrådet för Helsingfors handelslag (HOK) från 1953, i Finlands hamnförbund 1953 Samhälleliga högskolan 1965, i styrelsen för Helsingfors stads änke- och pupillkassa från 1963, i garantiföreningen för Invalidstiftelsen från 1960, viceordförande för principalen i Suomen säästöpankki från 1963, medlem i förvaltningsrådet för Samhälleliga högskolan 1955-1961, Finlands nationalopera från 1956, Helsingfors regionplaneförbund 1957–1964 och Kommunernas hälsovårdsförening 1938–1954. Han utgav Kunnallispolitiikan kysymyksiä (1958).